# マーガレット・オカヨ
マーガレット・オカヨ（Margaret Okayo、1976年5月30日 - ）はケニアの陸上競技選手。ニャンザ州キシイ県マサバ出身のキシイ族。ボストンマラソンをはじめメジャー大会で4勝を挙げるなど、マラソンで成功を収めた選手である。 
オカヨは9人兄弟の5番目の子どもに生まれた。プライマリースクール時代の13歳から陸上競技を始め、1993年にセカンダリースクールを卒業した。ナイロビへ居を移した後、1995年に刑務所職員として採用され、ケニアのトップランナーとしてのキャリアを歩み始めた。
コーチのガブリエル・ローザにより素質を見出されてフィラに所属した後は、1年のうち数ヶ月間ブレシアに滞在して練習を重ねた。1998年コモンウェルスゲームズ10000mで5位に入賞し、1999年世界ハーフマラソン選手権で13位となった。
オカヨはニューヨークシティマラソン、ボストンマラソン、ロンドンマラソンのメジャー大会で4勝を挙げた。このうちニューヨークシティマラソンでは2001年に2時間24分21秒の記録を残して優勝し、1992年にリサ・オンディエキが樹立した大会記録を19秒更新した。2003年にはキャサリン・ヌデレバ、ローナ・キプラガトらを破って2度目の優勝を飾り、自身が持つ大会記録を2時間22分31秒まで縮めている。
オカヨはミラノマラソン、ロックンロールマラソンでも優勝を重ねたが、女子マラソンケニア代表として出場した2004年のアテネオリンピックは途中棄権の結果に終わった。ハーフマラソンでは2003年のウーディネハーフマラソンにて優勝し、2008年のローマ・オスティアハーフマラソンで3位となった。

## 主な戦績
| 年   | 大会名                     | 開催地       | 結果 | 記録          |
| ---- | -------------------------- | ------------ | ---- | ------------- |
| 1999 | シカゴマラソン             | シカゴ       | 2位  | 2時間26分00秒 |
| 2000 | ロックンロールマラソン     | サンディエゴ | 優勝 | 2時間27分05秒 |
| 2000 | シカゴマラソン             | シカゴ       | DNF  |               |
| 2000 | ニューヨークシティマラソン | ニューヨーク | 3位  | 2時間26分36秒 |
| 2001 | ロックンロールマラソン     | サンディエゴ | 優勝 | 2時間25分05秒 |
| 2001 | ニューヨークシティマラソン | ニューヨーク | 優勝 | 2時間24分21秒 |
| 2002 | ボストンマラソン           | ボストン     | 優勝 | 2時間20分43秒 |
| 2002 | ニューヨークシティマラソン | ニューヨーク | 5位  | 2時間27分46秒 |
| 2002 | ミラノマラソン             | ミラノ       | 優勝 | 2時間24分59秒 |
| 2003 | ボストンマラソン           | ボストン     | 4位  | 2時間27秒39分 |
| 2003 | ニューヨークシティマラソン | ニューヨーク | 優勝 | 2時間22分31秒 |
| 2004 | ロンドンマラソン           | ロンドン     | 優勝 | 2時間22分35秒 |
| 2004 | アテネオリンピック         | アテネ       | DNF  |               |
| 2004 | ニューヨークシティマラソン | ニューヨーク | 4位  | 2時間26分31秒 |
| 2005 | ロンドンマラソン           | ロンドン     | 4位  | 2時間25分22秒 |
| 2006 | ロンドンマラソン           | ロンドン     | 9位  | 2時間29分16秒 |
| 2010 | サンパウロマラソン         | サンパウロ   | 2位  | 2時間40分23秒 |

## 記録
- ハーフマラソン - 1時間07分23秒（2003年9月28日 ウーディネ）
- マラソン - 2時間20分43秒（2002年4月15日 ボストン）